# Alfred Muttray
Alfred Muttray (* 27. März 1842 in Memel, Ostpreußen; † 30. Mai 1918 in Zoppot, Westpreußen) war ein deutschbaltischer Architekt und preußischer Baubeamter, der als Kreisbauinspektor in Danzig arbeitete und den Titel Geheimer Baurat führte. 

## Leben und Werk

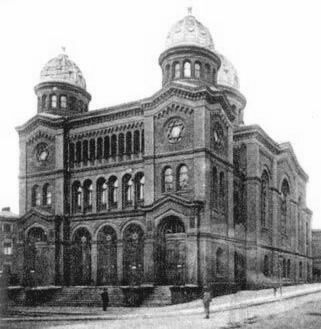
Synagoge in Bromberg, 1920

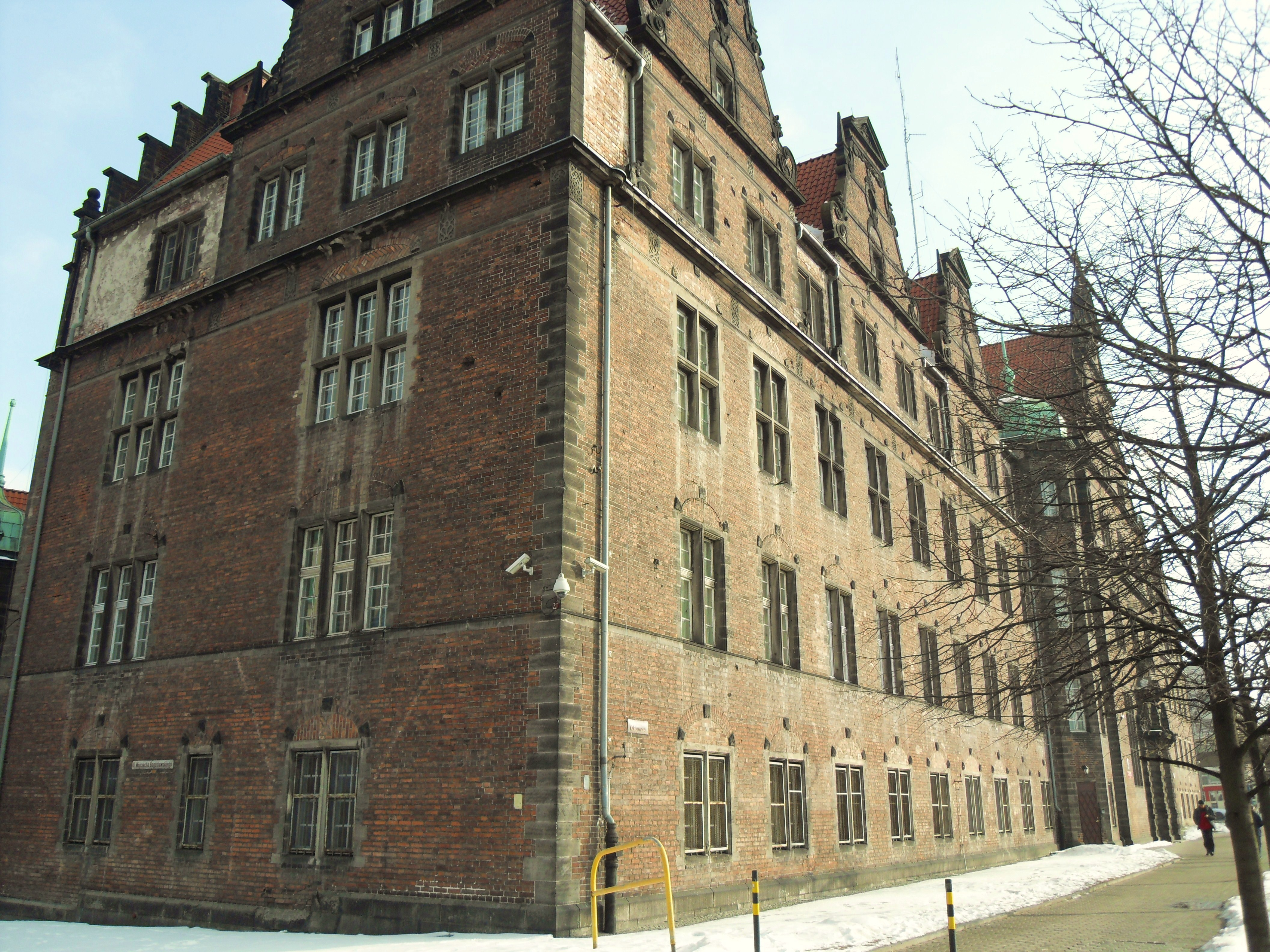
Polizeigebäude in Danzig, ulica Okopowa 9

Alfred Muttray stammte aus der Familie Muttray, die im 17. Jahrhundert aus Schottland nach Ostpreußen eingewandert war. Der Vater Johann August Muttray war Arzt und Mitglied der Frankfurter Nationalversammlung, die Mutter war Marie Charlotte Muttray geb. Simpson. Der Cousin Wilhelm Muttray war als Wasserbauingenieur in Charlottenburg, Hannover und weiteren Städten tätig.
Alfred Muttray entwarf die Große Synagoge in Bromberg in Westpreußen, die von 1882 bis 1884 gebaut wurde. 
Von 1900 bis 1902 leitete er den Bau des neuen Gebäudes für das Staatsarchiv Danzig am Hansaplatz (jetzt Wały Piastowskie 5) zusammen mit Heinrich Lehmbruck. Von 1902 bis 1905 war er beim Bau des Polizeipräsidiums am Karrenwall (jetzt ul. Okopowa 9) und von 1905 bis 1907 beim Bau des Lehrerseminars beschäftigt, beides zusammen mit Otto Kloeppel.
Alfred Muttray war mit Helene geb. Völckers verheiratet. Der Sohn Georg Muttray wurde Maler, die Tochter Maria Muttray Grafikerin.

## Schriften
Alfred Muttray verfasste einige Aufsätze zur Danziger Kunstgeschichte.
- Anton Möllers, des Danziger Malers, Lebensende und letztes Werk. In: Mitteilungen des Westpreußischen Geschichtsvereins, Jahrgang 1911, S. 52–58.
- Der Danziger Bildhauer Andreas Schlüter. In: Mitteilungen des Westpreußischen Geschichtsvereins, Jahrgang 1912, S. 44–49.
- Danzig zu Ende des 16. Jahrhunderts. Erläuterungen zu einem Prospekt der Stadt. In: Mitteilungen des Westpreußischen Geschichtsvereins, Jahrgang 1916, S. 41–61.
- Die Glocke „tuba dei“ im Turm der Petri-Kirche zu Danzig. In: Mitteilungen des Westpreußischen Geschichtsvereins, Jahrgang 1916, S. 71–75.
- Der Danziger Maler Enoch Seeman. In: Mitteilungen des Westpreußischen Geschichtsvereins, Jahrgang 1917, S. 57–61.
- Der Komponist Jean du Grain in Danzig. In: Mitteilungen des Westpreußischen Geschichtsvereins, Jahrgang 1921, S. 35–36.
- Der Hochaltar in der Sankt Johanniskirche zu Danzig. In: Zeitschrift des Westpreußischen Geschichtsvereins, Jahrgang 1922, S. 57–72.